# ポール＝アンリ・ティリ・ドルバック
ポール＝アンリ・ティリ・ドルバック男爵（Paul-Henri Thiry, baron d'Holbach、1723年12月8日 - 1789年1月21日）は、フランスに渡り主にフランス語で著作活動をしたドイツ出身の哲学者である。
ドイツ時代の名前はパウル・ハインリヒ・ディートリヒ・フォン・ホルバッハ（Paul Heinrich Dietrich von Holbach）。爵位の「ドルバック男爵」は、母の旧姓にちなむ。

## 生涯
プファルツ選帝侯領エデスハイム（ドイツの現在で言うラインラント＝プファルツ州に位置する）の裕福なカトリック教徒だったワイン農家の家庭に生まれる。幼少からフランス語で教育を受けた。パリで証券取引所を営んでいた叔父の経済援助を得て、オランダのライデン大学で法学を学んだ後、1749年からパリに居を定め、以降フランス人として生涯を送る。
従妹のバジル・デーヌと結婚したが早くに死別。その後バジルの妹であるシャルロット＝シュザンヌ・デーヌ（1814年6月16日死亡、81歳）と結婚した。当時の教会法ではこの結婚は原則的に許されなかったが、赦免を得るために寄進し、結婚できた。2人の息子と2人の娘をもうける。息子のうち兄は高等法院裁判官に、弟は軍人になった。娘はそれぞれシャストネー侯爵、ノリヴォス公爵と結婚。
デーヌ家の財産があったため裕福であり、各国の自然科学書や哲学書を濫読。ドイツの自然科学書の仏訳や、イギリスの自由思想家の著書の仏訳も手がけている。
ドルバックは知識人として当時から有名であり、ベルリン・アカデミー（1752年）、マンハイム・アカデミー（1766年）、サンクトペテルブルク・アカデミー（1780年）など様々な都市のアカデミーに在外会員として招かれている。
毎週木曜と日曜にサロンを開催。妻のデーヌ夫人のもてなしのおかげもあって、毎回たくさんの出席者を得た。例えば、ジョルジュ＝ルイ・ルクレール・ド・ビュフォン、ジャン・ル・ロン・ダランベール、ジャン＝ジャック・ルソー, クロード＝アドリアン・エルヴェシウス, ルイ＝セバスティアン・メルシエ、ジャック＝アンドレ・ネジョン（ドルバックの秘書）、ジャン＝フランソワ・マルモンテル、フレデリック＝セザール・ド・ラ・アルプ、マリー＝テレーズ・ロデ・ジョフラン、ルイーズ・デピネ、ソフィー・ラリーヴ・ド・ベルガルドなど。また外国人では、メルシオール・グリム、アダム・スミス、デイヴィッド・ヒューム、ローレンス・スターン、フェルディナンド・ガリアーニ、ベッカリーア、ジョゼフ・プリーストリー、ホレス・ウォルポール、エドワード・ギボン、デイヴィッド・ガリックなどが参加したことがある（大半が1820年版『自然の体系』に付された「略歴」で挙げられているもの）。『百科全書』の記事の一部はこうした会合の席で書かれた。ドルバック自身も376個の記事を書いている。
1751年からディドロとダランベールの『百科全書』の企画に参加、冶金、地質学、医学、鉱物学、化学といった記事を執筆した。『百科全書』の出版許可が取り消されてからも、地下に潜って協力を続けた。
1760年から自ら哲学的著作を書き始める。反教権的な文章や、反キリスト教的な文章、あるいはあからさまに無神論、唯物論、運命論を唱える文章が多かったため、弾圧を恐れて多くは故人の名前を借りたり変名で書かれている（例えばジャン＝バティスト・ミラボー、ベルニエ神父、ブーランジェ、等）。ドルバックは、ヴォルテール流の理神論や汎神論ではなく、もっとも早い時期に無神論を唱えた思想家の一人である。おそらくドルバックに先行するのは、ジャン・メリエただ独りである。
ドルバックの自然観の根底には、人間は理性的な存在であるという確信がある。全ての宗教的な原理から道徳を切り離し、自然的原理だけに道徳を還元するというのが彼の目論見であった。主著『自然の体系』は、あらゆる宗教的観念や理神論的観念を排して、無神論と唯物論と運命論（科学的決定論）を説くものである。
ドルバックの執筆活動には多くの著名人が協力している。いくつかの本はディドロが校正した。例えば『自然の体系』は、ディドロが目を通した後、注釈を付けており、このディドロの注釈は「自然法典概説」という題名のもとでこの書物自体の最終章として付け加えられている。さらにディドロは『自然の体系』の各章について詳細な概要をまとめた「『自然の体系』の真意」という題名の本を書いている（1820年公刊）。
『自然の体系』が出版されるとたいへんな騒ぎになった。政府から高等法院に提訴があり、審理の結果、1770年8月18日にこの書物を焚書にするよう命令が下された。この時Contagion sacréeなど5冊も同時に焚書にされている。『自然の体系』刊行直後から反論書がいくつも出版された。代表的なものは、
- 神学者ニコラ・ベルジエによる『唯物論吟味あるいは『自然の体系』反駁』（1771年）
- J・ド・カスティロン（サルヴェミニ・ダ・カスティリオーネ）『著作『自然の体系』論』（1771年）
- ギヨーム・デュボワ・ド・ロシュフォール『唯物論者の体系に反対する諸論考』（1771年）
- J・H・オラン『『自然の体系』の哲学的考察』2巻、1773年。
- ドネル(Denesle)による『古今の哲学者による人間の魂についての偏見』（1775年）
- ジャン＝バティスト・デュヴォワザンは3冊の著書をそれぞれ1775年、1778年、1780年に出版し、『自然の体系』論駁に努めた。
- ルイ＝クロード・ド・サン＝マルタン『誤謬と心理』（1775年）。
- ヴォルテールによる批判には曖昧なところがある。彼は『自然の体系』を賞賛しているが、その文体を批判している。また、『哲学辞典』の2項目（「神」と「文体」）でも批判をしているが、運命論には反対していない。

1789年1月、パリで死亡。ドルバックは啓蒙時代の精神を明らかにする代表的人物の一人であるが、バスティーユ襲撃の数か月前に亡くなった。遺体はパリのサン・ロック教会に墓石もなく葬られたが、フランス革命の最中に持ち去られたという。
1820年版『自然の体系』に付された著作目録によるとドルバックの作品として50冊が挙げられており、さらにレーナル神父の『インド哲学史』に協力したとされている。50冊中には、哲学作品やキリスト教批判の作品に加えて、化学（『硫黄について』）、冶金、地質学（『鉱山技術』と翻訳書『地層の自然史』）の作品、また政治学や法学の作品（『普遍的法制度の諸原則』）も含まれている。
ルソーの著書『新エロイーズ』は、ドルバックをモデルにしたといわれている。

## 主要著作
匿名での著作が主だが、以下がドルバックの著作であると推定されている。
- 1761年 Le Christianisme dévoilé, ou Examen des principes & des effets de la religion chrétienne　
  - 『キリスト教暴露』 野沢協訳、現代思潮社「古典文庫」、1968年
- 1768年 La Contagion sacrée, ou Histoire naturelle de la superstition
- 1768年 Lettres à Eugénie, ou Préservatif contre les préjugés
- 1768年 Théologie Portative, ou Dictionnaire abrégé de la religion chrétienne
- 1770年 Essai sur les préjugés, ou De l’influence des opinions sur les mœurs & le bonheur des hommes
- 1770年 Système de la Nature, ou Des lois du monde physique & du monde moral　
  - 『自然の體系』 高橋安光、三宅徳嘉訳、日本評論社「世界古典文庫」、1950年。上巻のみ
    - 新訳版『自然の体系』全2巻、高橋安光・鶴野陵訳、法政大学出版局、1999-2001年
- 1770年 Histoire critique de Jésus-Christ, ou Analyse raisonnée des évangiles
- 1770年 Tableau des Saints, ou Examen de l’esprit, de la conduite, des maximes & du mérite des personnages que le christianisme révère & propose pour modèles
- 1772年 Le Bon Sens, ou Idées naturelles opposées aux idées surnaturelles
- 1773年 Politique Naturelle, ou Discours sur les vrais principes du Gouvernement
- 1773年 Système Social, ou Principes naturels de la morale et de la Politique, avec un examen de l’influence du gouvernement sur les mœurs
- 1776年 Éthocratie, ou Le gouvernement fondé sur la morale
- 1776年 La Morale Universelle, ou Les devoirs de l’homme fondés sur la Nature
- 1790年 Éléments de morale universelle, ou Catéchisme de la Nature

## 電子テクスト
- フランス国立図書館の電子テクストサイトGallicaに以下の電子テクストがある（フランス語原文）。
  - La morale universelle ou Les devoirs de l'homme fondés sur sa nature
  - Le christianisme dévoilé, ou Examen des principes et des effets de la religion chrétienne
  - Système de la nature ou des lois du monde physique et du monde moral
  - Théologie portative, ou Dictionnaire abrégé de la religion chrétienne
- グーテンベルクプロジェクトのサイトに以下の電子テクストがある（英訳）。
  - Good Sense
  - The System of Nature
  - Max Pearson Cushingによる研究Baron D'Holbach: A Study of Eighteenth Century Radicalism in France